# AIMP
AIMP (Artem Izmaylov Media Player) este un audio player gratuit pentru Windows, cu sursă închisă, scris în Delphi. El a fost creat de programatorul rus Arteom Izmailov, iar în prezent lucrul asupra proiectului e continuat de o întreagă echipă de programatori - AIMP development team (AIMP DevTeam). Conceptul a fost bazat pe biblioteca audio BASS, dar începând cu versiunea beta 3.00, AIMP posedă propriul său motor audio.
Proiectul a fost început încă pe când Arteom învăța la școală, inițial el fiind doar de anvergură locală, ulterior însă a fost făcut disponibil și pe Internet. Arteom Izmailov a lansat prima versiune de AIMP, sub denumirea "AIMP Classic" pe 8 august 2006.

## Caracteristici și posibilități
AIMP poate reda mai multe tipuri de fișiere, printre care MP3, Advanced Audio Coding (AAC), Dolby AC-3, Ogg Vorbis, Opus, Speex, Windows Media Audio, Apple Lossless, FLAC, WAV și CD-DA. AIMP mai poate reda și multe alte formate precum Monkey's Audio(APE), Tom's lossless Audio Kompressor (TAK) și TTA; DTS, MP1, MP2, Musepack, OptimFROG, WavPack, MIDI, Impulse Tracker, MO3, MOD, MultiTracker Module, S3M și Fasttracker 2 Extended Module.
AIMP suportă interfețele audio DirectSound, Audio Stream Input/Output și WASAPI și folosește procesarea audio pe 32 de biți pentru egalizatorul său de 18 benzi și efectele sonore integrate (Reverb, Flanger, Chorus, Pitch, Tempo, Echo, Speed, Bass, Enhancer, Voice Remover). El mai are un navigator de radiouri pe Internet, și poate reda de la Icecast sau stații radio personale. De asemenea mai are posibilitatea de a înregistra radio de pe Internet în formatele WAV, Vorbis, AAC, MP3, ș.a.
AIMP are alte câteva caracteristici, cum ar fi:
- LastFM Scrobbler
- Creare cozi de semne de carte și playback
- Multiple liste de redare, câte una per filă
- Suport de CUE Sheet
- Redare fișiere audio până la 250MB direct din RAM
- Suport mod multi-utilizator
- Interfață multi-lingvistică
- Regim de taste de comenzi rapide (configurabile și globale)
- Editor de taguri și de liste de redare
- Sistem de organizare și căutare a fișierelor librăriei audio
- Deșteptător / Închidere automată programată a calculatorului
- Suport de extensii(plug-ins) și costume(skins)

## Aprecieri
- 6 septembrie 2007, Editorul Softpedia Ionuț Ilașcu a notat AIMP Classic 2.02 Beta cu 4 din 5 stele.[5]
- 6 noiembrie 2009, Editorul CNET a notat AIMP2 cu 4 din 5 stele.[6]